# Judo na Igrzyskach Panamerykańskich 2019
Judo na Igrzyskach Panamerykańskich 2019 odbywało się w dniach 8–11 sierpnia 2019 roku w Villa Deportiva Nacional w Limie. Stu czterdziestu zawodników obojga płci rywalizowało w czternastu kategoriach wagowych.

## Podsumowanie

### Klasyfikacja medalowa
| Klasyfikacja medalowa | Klasyfikacja medalowa | Klasyfikacja medalowa | Klasyfikacja medalowa | Klasyfikacja medalowa | Klasyfikacja medalowa |
| Miejsce               | Państwo               | Złoto                 | Srebro                | Brąz                  | Razem                 |
| --------------------- | --------------------- | --------------------- | --------------------- | --------------------- | --------------------- |
| 1                     | Kuba                  | 5                     | 2                     | 5                     | 12                    |
| 2                     | Brazylia              | 5                     | 1                     | 4                     | 10                    |
| 3                     | Dominikana            | 2                     | 2                     | 1                     | 5                     |
| 4                     | Wenezuela             | 1                     | 2                     | 1                     | 4                     |
| 5                     | Chile                 | 1                     | 0                     | 1                     | 2                     |
| 6                     | Kolumbia              | 0                     | 2                     | 1                     | 3                     |
| 7                     | Ekwador               | 0                     | 1                     | 3                     | 4                     |
| 8                     | Stany Zjednoczone     | 0                     | 1                     | 3                     | 4                     |
| 9                     | Peru                  | 0                     | 1                     | 2                     | 3                     |
| 10                    | Portoryko             | 0                     | 1                     | 2                     | 3                     |
| 11                    | Meksyk                | 0                     | 1                     | 1                     | 2                     |
| 12                    | Panama                | 0                     | 0                     | 2                     | 2                     |
| 13                    | Kanada                | 0                     | 0                     | 1                     | 1                     |
| 14                    | Kostaryka             | 0                     | 0                     | 1                     | 1                     |
| Razem                 | Razem                 | 14                    | 14                    | 28                    | 56                    |

### Medaliści
| Konkurencja    | 1. miejsce         | 2. miejsce         | 3. miejsce                         |           |
| Mężczyźni      | Mężczyźni          | Mężczyźni          | Mężczyźni                          | Mężczyźni |
| -------------- | ------------------ | ------------------ | ---------------------------------- | --------- |
| do 60 kg       | Renan Torres       | Lenin Preciado     | Roberto Almenares Adonis Diaz      |           |
| do 66 kg       | Wander Mateo       | Daniel Cargnin     | Ricardo Valderrama Osniel Solís    |           |
| do 73 kg       | Magdiel Estrada    | Alonso Wong        | Jeferson Santos Nicholas Delpopolo |           |
| do 81 kg       | Eduardo Yudy       | Medickson del Orbe | Adrián Gandía Jorge Martínez       |           |
| do 90 kg       | Iván Silva         | Francisco Balanta  | Mohab El Nahas Yuta Galarreta      |           |
| do 100 kg      | Thomas Briceño     | L. A. Smith        | Lewis Medina Junior Angulo         |           |
| powyżej 100 kg | Andy Granda        | Pedro Pineda       | Freddy Figueroa David Moura        |           |
| Kobiety        |                    |                    |                                    |           |
| do 48 kg       | Estefanía Soriano  | Vanesa Godinez     | Mary Dee Vargas Edna Carrillo      |           |
| do 52 kg       | Larissa Pimenta    | Luz Olvera         | Kristine Jiménez Nahomys Acosta    |           |
| do 57 kg       | Rafaela Silva      | Ana Rosa           | Yadinys Amaris Miryam Roper        |           |
| do 63 kg       | Maylín del Toro    | Anriquelis Barrios | Aléxia Castilhos Hannah Martin     |           |
| do 70 kg       | Elvismar Rodríguez | Yuri Alvear        | Onix Cortés María Pérez            |           |
| do 78 kg       | Mayra Aguiar       | Kaliema Antomarchi | Diana Brenes Vanessa Chalá         |           |
| powyżej 78 kg  | Idalys Ortíz       | Melissa Mojica     | Beatriz Souza Yuliana Bolivar      |           |